# الکزندر کریک (آلاسکا)
الکساندر کریک، الاسکا (به انگلیسی: Alexander Creek, Alaska) یک منطقهٔ مسکونی در ایالات متحده آمریکا است که در آلاسکا واقع شده‌است.

## خصوصیات
الکساندر کریک ۴۰ نفر جمعیت دارد و ۱۰٫۰۶ متر بالاتر از سطح دریا واقع شده‌است.